# تجربة مصر الليبرالية
وقعت "تجربة مصر الليبرالية" بين عامي 1924و 1936.
رأى حزب الوفد أن الاستقلال والحكم الدستوري يذهبان يداً بيد في حين أن كان البريطانيين رافضين لفكر الاستقلال التام لمصر لكنهم وافقوا على فكرة الحكومة الدستورية على النمط الأوروبي. عقدت في يناير 1924 أول انتخابات مجلس الشعب في البلاد. سعد زغلول (زعيم حزب الوفد) انتخب كرئيس وزراء مصر.
محاولة مصر الوحيدة لإنشاء حكومة دستورية ديمقراطية وفقا لخطوط الأوروبي لم تدم طويلاً. ومن الأسباب التي اقترحت [وفقًا لِمَن؟] لفشل التجربة الليبرالية ما يلي:
1. طبيعة الدستور :  منحها صلاحيات واسعة للملك كحقه في تعيين رئيس الوزراء وحل البرلمان مما أدى إلى إنشاء هيئة تشريعية ضعيفة[بحاجة لمصدر].
2. التدخل البريطاني :  مما أدى إلى تقويض نزاهة الحكومة البرلمانية[بحاجة لمصدر].
3. رفض التسوية :  رفض كل من حزب الوفد والأحزاب الصغيرة مبدأ التسوية واحترام المعارضة التي تعتبر الضروريات لتحسين سير الحكم الدستوري[بحاجة لمصدر].
4. الصراع المستمر :  الصراع المستمر بين الوفد والنظام الملكي والاستعمار البريطاني أدى إلى عدم تركيز الاهتمام بالشعب المصري[بحاجة لمصدر].